# 美作國
美作國（日语：〔〕／ Mimasakanokuni */?），日本古代的令制國之一，屬山陽道，又稱作州。美作國的領域大約為現在岡山縣的東北部。

## 歷代守護

### 鎌倉幕府
- 1184年－1200年：梶原景時
- 1200年－1213年：和田義盛
- 1213年－1333年：北条氏

### 室町幕府
- 1345年－1352年：富田秀貞
- 1356年－1363年：赤松貞範
- 1363年－1366年：山名時義
- 1366年－1391年：山名義理
- 1392年－1427年：赤松義則
- 1427年：赤松持貞
- 1427年－1441年：赤松滿祐
- 1441年－1447年：山名教清
- 1460年－1467年：山名政清
- 1467年－1484年：赤松政則
- 1484年：赤松澄則
- 1484年－1496年：赤松政則
- 1496年－1521年：赤松義村
- 1521年－？：赤松晴政
- 1552年－1561年：尼子晴久

## 郡
- 英多郡：北部區域後來被分割為吉野郡，其餘地區在1674年改称為英田郡，1900年吉野郡被併回英田郡。
- 勝田郡：後來被分割為勝南郡和勝北郡，1900年又合併為勝田郡。
- 苫田郡：後來分為苫西郡、苫東郡，之後又再分為西西條郡、西北條郡、東南條郡、東北條郡，1900年又合併為苫田郡。
- 久米郡：後來被分割為久米南條郡和久米北條郡，1900年又合併為久米郡。
- 大庭郡：1900年与真岛郡合并为真庭郡。
- 真島郡：1900年与大庭郡合并为真庭郡。

## 相關項目
- 日本令制國列表